# Język maoryski Wysp Cooka
Język maoryski Wysp Cooka, znany również jako język rarotonga lub rarotongański – język z grupy języków polinezyjskich, używany na Wyspach Cooka. Liczy ok. 43 tys. użytkowników, głównie na Wyspach Cooka, ale także wśród emigrantów z Niue na Nowej Zelandii.
Język rarotonga jest blisko spokrewniony z językami tahitańskim i maoryskim.
Do głównych dialektów języka rarotonga należą:
- rakahanga-manihiki
- tongareva
- dialekty ngaputoru
- aitutaki
- rarotonga
- mangaia

Potencjalnie zagrożony wymarciem; jest wypierany przez język angielski, który staje się preferowanym środkiem komunikacji.